# 外国口音综合征
外国口音综合症（英語：Foreign accent syndrome、外國口音症候群）是临床罕见病症，通常伴随着严重的脑损伤，例如中风。此病导致患者说母语时如同带有外国口音，例如：一個美国人可能说话带着法国口音。全世界已有60多例。

## 病例
首个有记录的外国口音综合症病例于1941年出现在挪威一个女孩空袭中遭到脑损伤之后。康复过程之后她落下了说话带严重德国口音的病根，并遭到了挪威同胞的排斥。
而根据BBC曾经的报道，一位从未出过国门的英格兰人在小中风后说话竟然带有意大利口音。
另据报道，在美国印地安那州出生并且长大的Tiffany Roberts在中风后，开始说起了英国英语。「当我说我出生在印地安那州时美国人都指责我在说谎，他们会问『你为什么那么说，你从英国的哪裡来？』我当然要坚称不是英国人。」
2010年4月，有位名叫莎拉．柯威爾（Sarah Colwill）的婦女，35歲，來自英國西南部的普里茅斯（Plymouth）。她認為自己罹患了「外國口音症候群」，使得她說話的腔調，從英格蘭西郡特有的緩慢口音，變成帶有濃厚鼻音的中國腔。
2012年12月，81歲的英國老翁摩根（Alun Morgan）中風甦醒過來之後，就再也不會說英語卻說起流利的威爾斯語來。他只有在二戰時期曾經跟家人一起住過威爾斯，當時並沒有學習當地的語言只有把威爾斯語之語音聽進去而已、現在卻能流利地說威爾斯語。
2013年6月，澳洲婦女黎安（Leanne Rowe）於2005年出了車禍，背部和下顎受傷，手術復原後，她發現自己的英文愈講愈不清楚，最後竟然講了一口法國腔英文，她對於自己的英文從澳洲腔變成法國腔，感到忿恨不平，憤怒的說：「這讓我很生氣，因為我是澳大利亞人，而不是法國人，（不過）我不抗拒任何法國人。」

## 研究
牛津大学的研究者发现，大多数的病例大脑的特定部分都受过伤害，说明大脑的特定部分控制着不同的语言功能，结果损伤改变了语调或者错发音节，导致其说话听起来带口音。
有些研究认为可能是特定部位脑缺血导致某些短期记忆丧失，而长期记忆却被唤起，因而在对以前某些人的口音的记忆的影响下，患者的口音发生了变化。而有些医生则认为是患者舌头灵活性受到病患影响所致。
当中风患者发现自己的口音意外发生改变时，通常很受伤害，并且会感到先前的严重脑损伤所带来的羞耻。此外，许多医生不赞成外国口音综合症的提法，而称之为心理问题。珍妮佛·葛德（Jennifer Gurd）博士和约翰·科尔曼（John Coleman）博士，后者是语言学家，曾经研究过这种病症，并且发现大部分的患者精神受到严重伤害，无论如何，科尔曼相信随着时间推移，患者可以改善並恢复他们先前的语言能力。